# Leptotyphlinae
Leptotyphlinae (лат.) — одно из подсемейств жуков-стафилинид.

## Описание
Мелкие жуки с вытянутым телом, обитают в почве. Слепые и бескрылые. Длина около 1 мм.

## Систематика
В подсемействе Leptotyphlinae около 525 видов и более 40 родов со всех материков, кроме Азии (Grebennikov & Newton, 2008). Согласно Лоуренсу и Ньютону (Lawrence, Newton, 1995), входит в состав Staphylinine-группы семейства Staphylinidae: Oxyporinae, Megalopsidiinae, Steninae, Euaesthetinae, Solieriinae, Leptotyphlinae, Pseudopsinae, Paederinae, Staphylininae. Формируют сестринскую группу к кладе подсемейств Pseudopsinae + Paederinae + Staphylinidae (Thayer, 2005).
- Триба Australiotyphlini
  - Australiotyphlus
    - Australiotyphlus cabbagensis Pace, 2013[5]
- Триба Cephalotyphlini
  - Cephalotyphlus
- Триба Entomoculiini
  - Allotyphlus
  - Cyrtotyphlus
  - Entomoculia
  - Mesotyphlus
  - Neocyrtotyphlus
  - Paratyphlus
- Триба Leptotyphlini
  - Epalxotyphlus
  - Hesperotyphlus
  - Kenotyphlus
  - Leptotyphlus
  - Portotyphlus
- Триба Metrotyphlini
  - Apotyphlus
  - anatotyphlus
  - Cretotyphlus
  - Egeotyphlus
  - Gynotyphlus
  - Metrotyphlus
  - Rhopalotyphlus
  - Venezillotyphlus
- Триба Neotyphlini
  - Apheliotyphlus
  - Cafrotyphlus
  - Cainotyphlus
  - Chiliotyphlus
  - Chionotyphlus
  - Cubanotyphlus
  - Eutyphlops
  - Heterotyphlus
  - Homeotyphlus
  - Idahotyphlus
    - Idahotyphlus alleni Gusarov, 2003 — США (Айдахо)

  - Kladotyphlus
  - Macrotyphlus
  - Mayatyphlus
  - Megatyphlus
  - Neotyphlus
  - Oreinotyphlus
  - Paramacrotyphlus
  - Prototyphlus
  - Telotyphlus
  - Xenotyphlus